# Батов, Максим Сергеевич
 Макси́м Серге́евич Ба́тов (род. 5 июня 1992, Пермь) — российский футболист, полузащитник.

## Карьера
Воспитанник СДЮШОР города Перми по футболу, первый тренер — Олег Ерёмин. Некоторое время был в академии московского «Локомотива». С 2008 занимался в петербургской «Смене» (с 2009 года академии «Зенита»).
С 2009 по 2014 года числился в дубле петербургского «Зенита», в сезоне 2012/13 был отдан в аренду в «Черноморец». В феврале 2015 года стал игроком пермского «Амкара», в июле того же года перешёл в «Рубин». В августе 2016 был арендован «Оренбургом» до конца года.
С февраля 2017 играл за махачкалинский «Анжи», в июле 2017 пополнил состав подмосковных «Химок». 25 июля 2018 года на правах свободного агента перешёл в «Луч».
В июне 2019 года вернулся в ФНЛ и пополнил ряды новичка лиги — ивановского «Текстильщика». 4 августа 2021 года стало известно, что Максим перешёл в «Ленинградец» из Ленинградской области в качестве свободного агента. 4 сентября 2021 года в матче с клубом «Луки-Энергия» получил травму, но уже через месяц восстановился. Зимние сборы провёл с клубом, но 28 февраля 2022 покинул его.

## Личная жизнь
Женат.